# Лемешівка (Бориспільський район)
Ле́мешівка — село в Україні, у Яготинській міській громаді Бориспільського району Київської області. Населення становить 1070 осіб.

## Історія
Село засноване у 1625 році.
З 1772 року село мало свою Покровську церкву.
Село є на мапі 1826-1840 років.
1859 року - 80 дворів, 472 жителя.
1910 року - село Жоравської волості Пирятинського повіту Полтавської губернії, 188 господарств, 1364 мешканця разом з найманими робітниками.
У 1923 році Лемешівка ввійшла до складу Пирятинського району Прилуцького округу Полтавської губернії.
Село постраждало від колективізації та Голодомору — геноциду радянського уряду проти української нації. Під час колективізації у 1928 році Лемешівську економію було реорганізовано в радгосп ім. Молотова. Першим директором став Г. М. Веселовський. На території поміщицьких земель Баннікова, Мельговського, Шашкевича, Дмитра Милорадовича виникли перші колгоспи: ім. Кірова (перший голова І. К. Мазний) та ім. Сталіна.
Колективізація в селі проходила примусово. Селян, які не хотіли вступати добровільно, оголошували куркулями, або ворогами народу, позбавляли землі, знарядь праці і вони були депортовані на Північ Росії та до Сибіру. Зокрема відомо, що у Лемешівці були розкуркулені С. М. Касяненко, Т. М. Михайлов, Є. М. Черневська, В. П. Леміш, Н. Д. Степанець.
У 1932 р. радянський уряд запровадив паспортну систему, що остаточно робило селян державними кріпаками. Цього ж року були ліквідовані округи і село було підпорядковане Яготинському району Київської області на 5 місяців. Потім з 1933 року по 1937 рік — у складі Харківської області.
З 1932 року місцеві комуністи почали кампанію хлібозаготівлі і конфіскації продовольства у місцевого населення. Посильну підтримку жителям села надавав директор радгоспу Іван Федосійович Папіров. У Лемешівці під час голодомору 1932—1933 років загинуло 40 осіб. З них три сім'ї вимерли повністю. Всі жертви Голодомору, які загинули страшною смертю, поховані на сільському цвинтарі. На загальній могилі у 1992 році було встановлено пам'ятний хрест.
Після 1945 року до Лемешівки приєднана Рубай Левада.
Село також постраждало внаслідок геноциду українського народу, проведеного окупаційним урядом СССР у 1946—1947 роках.

## Відомі люди
В селі народилася Постольник Лідія Іванівна (* 1935) — новатор сільськогосподарського виробництва, депутат Верховної Ради УРСР, Герой Соціалістичної Праці.

## Зображення

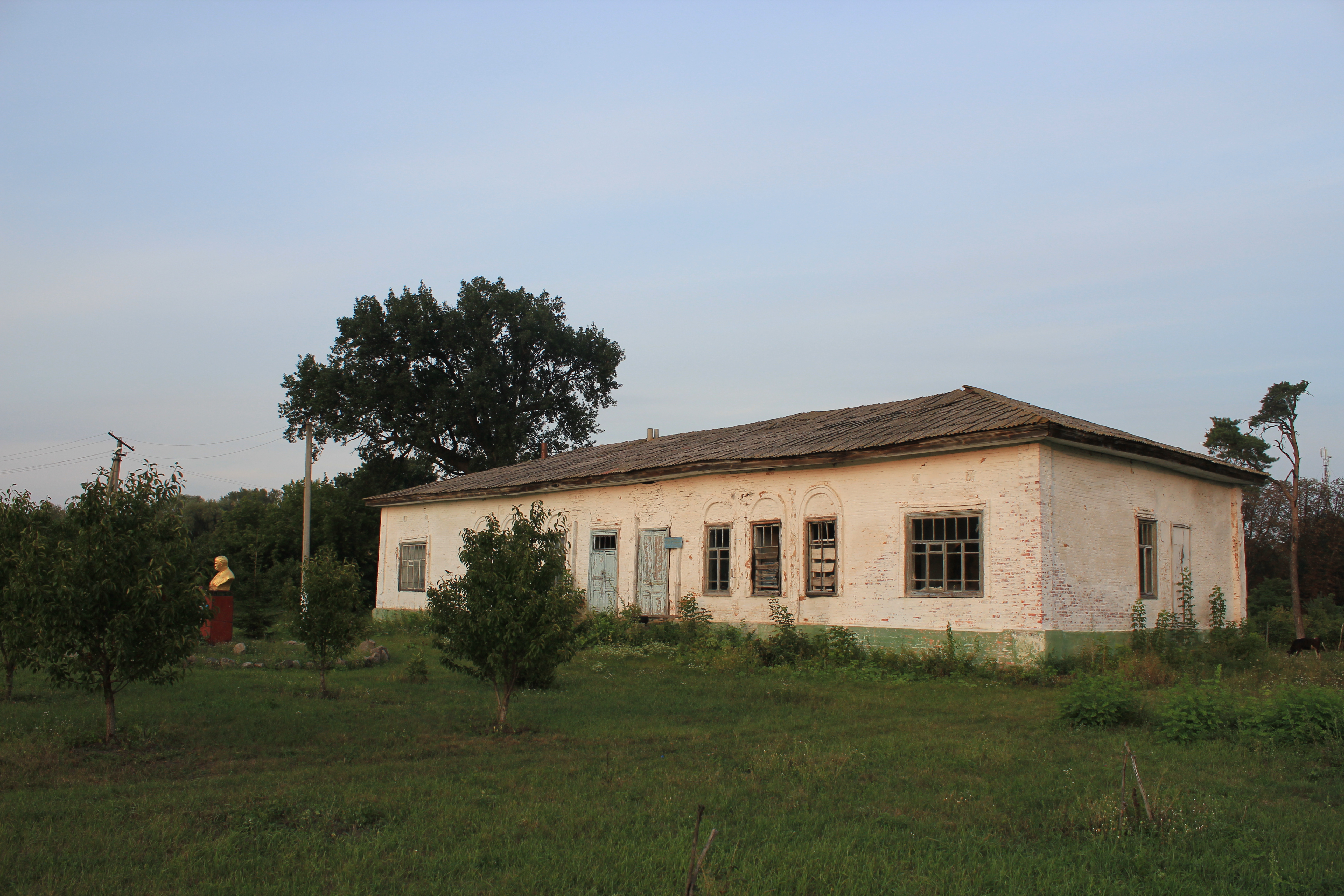
Садибний будинок Закревських
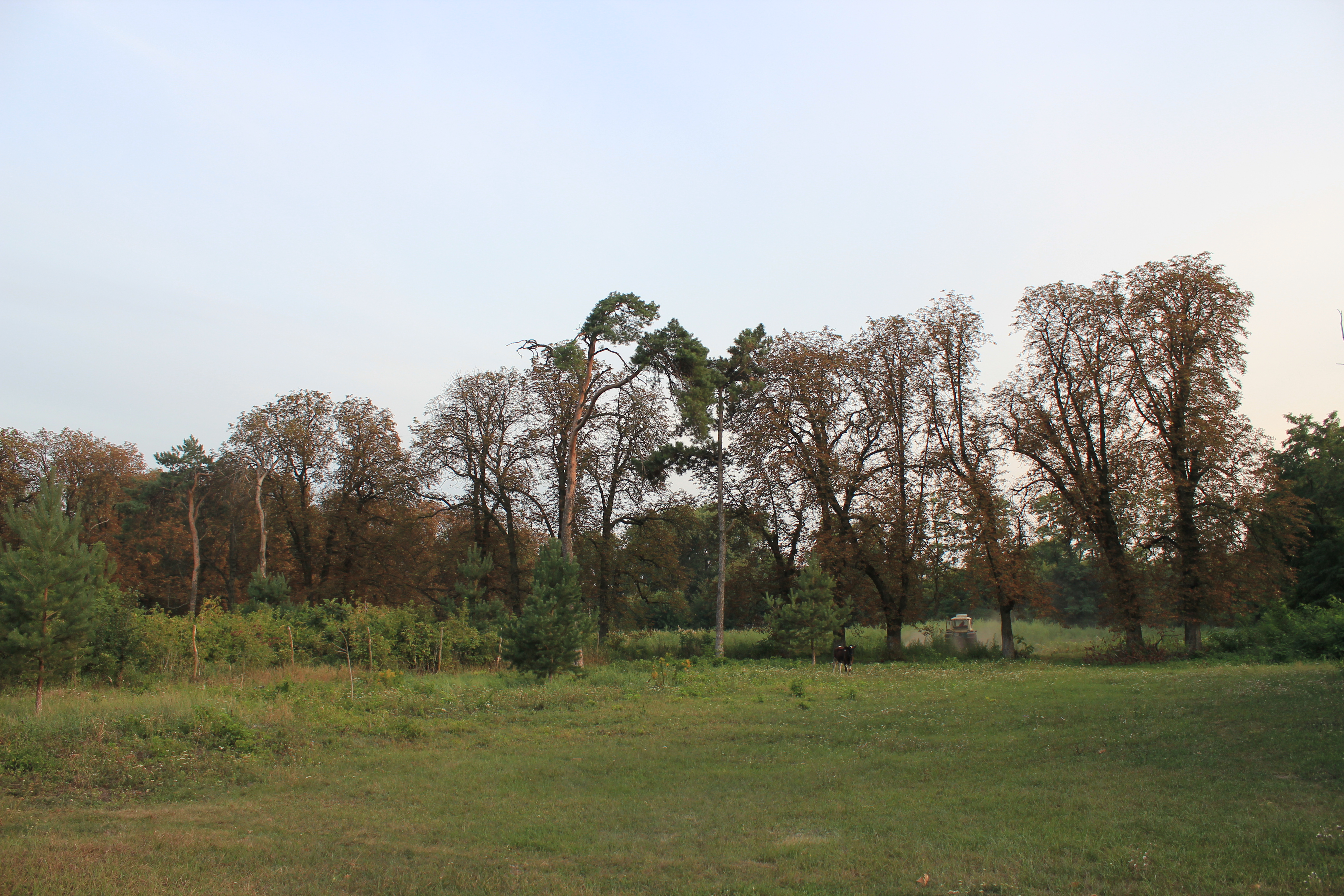
Парк-пам'ятка садово-паркового мистецтва
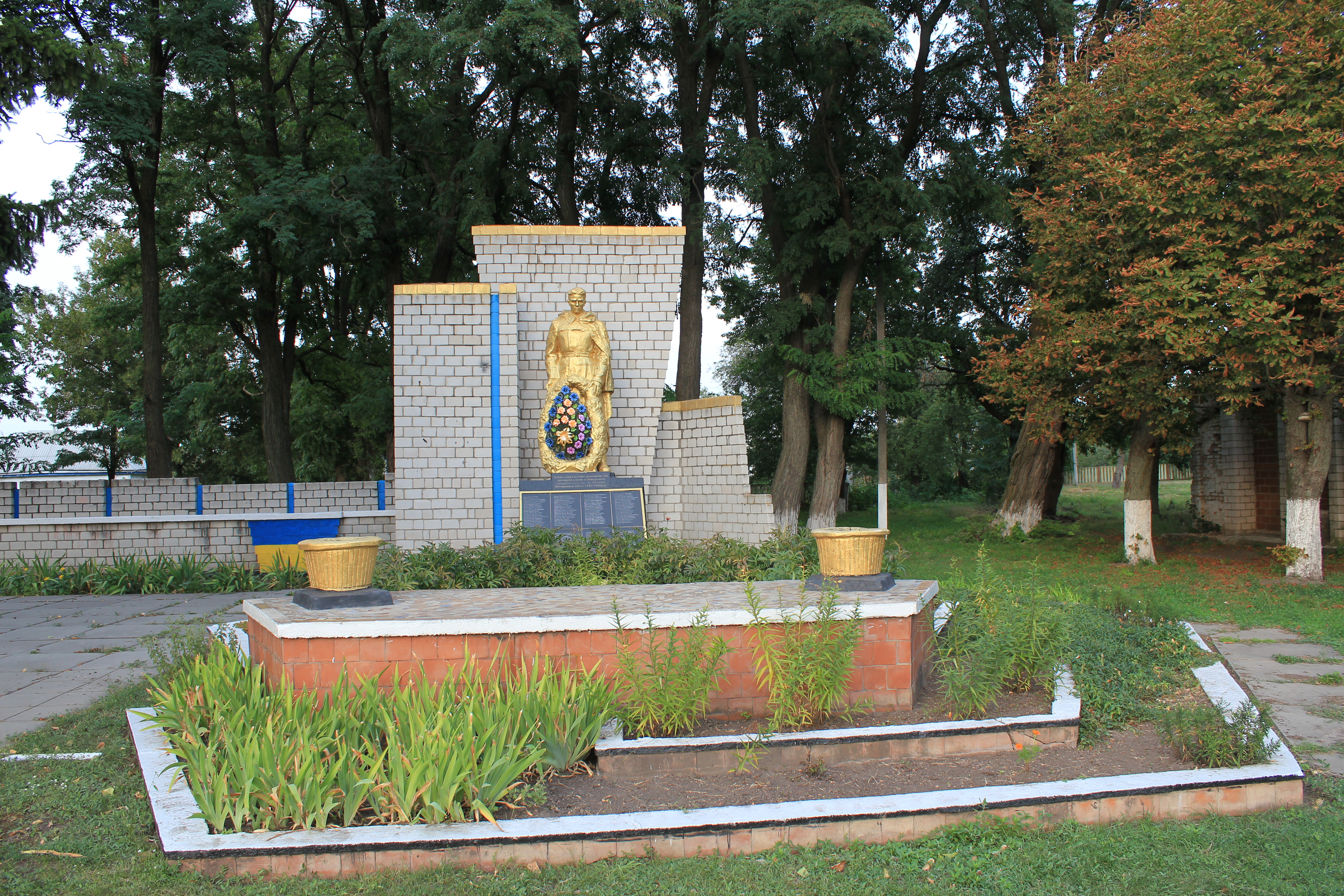
Братська могила вояків Червоної Армії і пам'ятник воїнам-односельцям
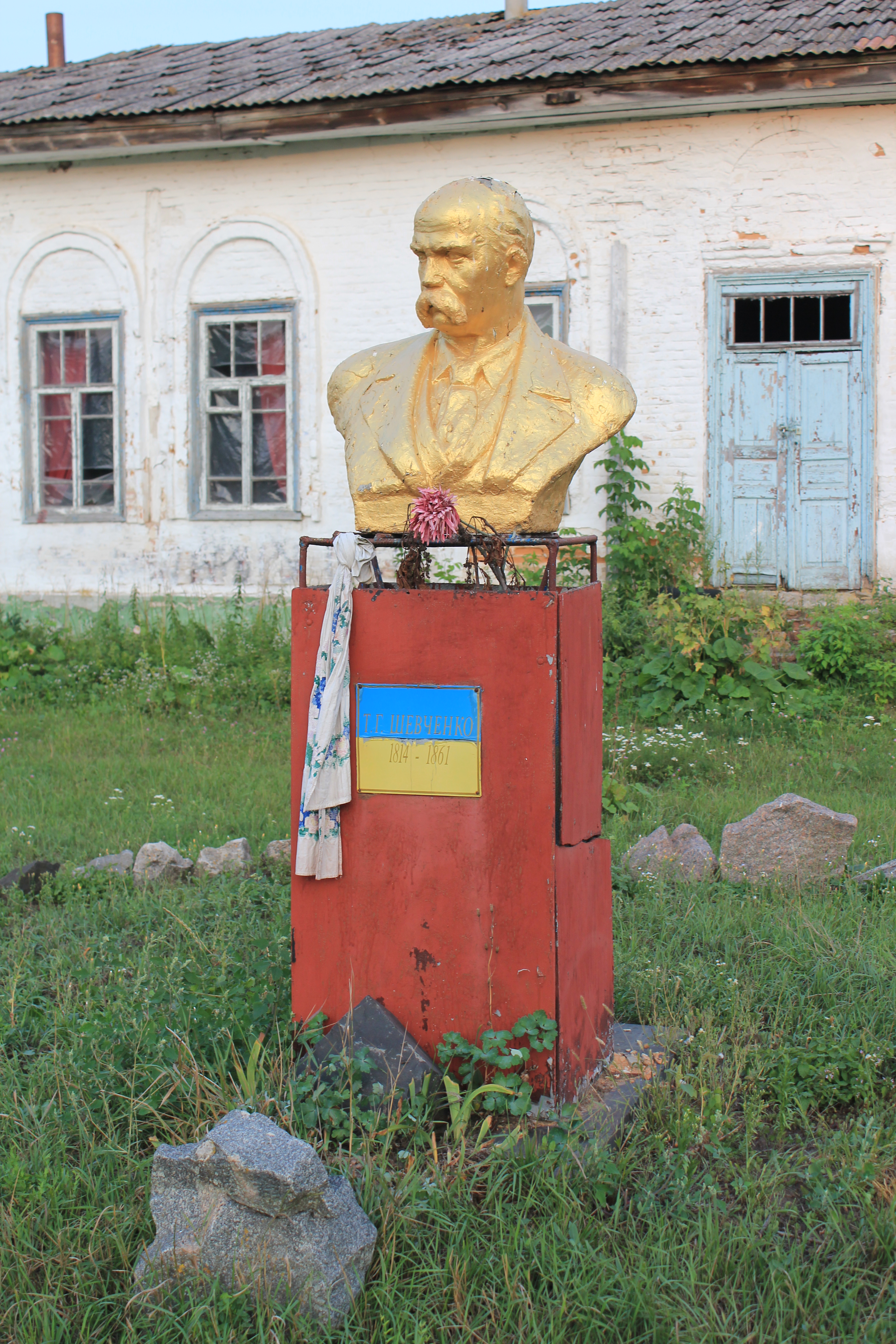
Бюст Тараса Шевченка
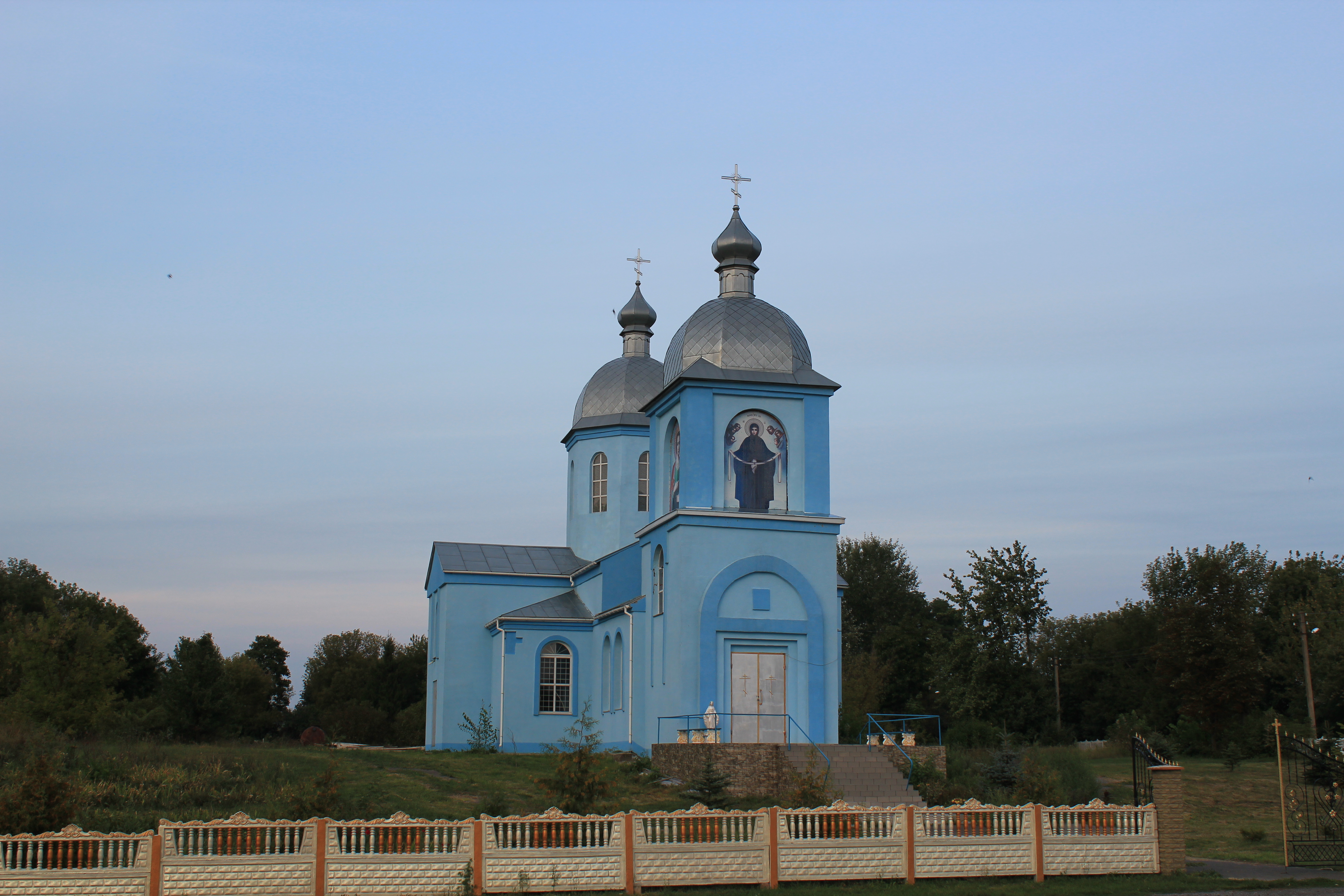
Церква в Лемешевці
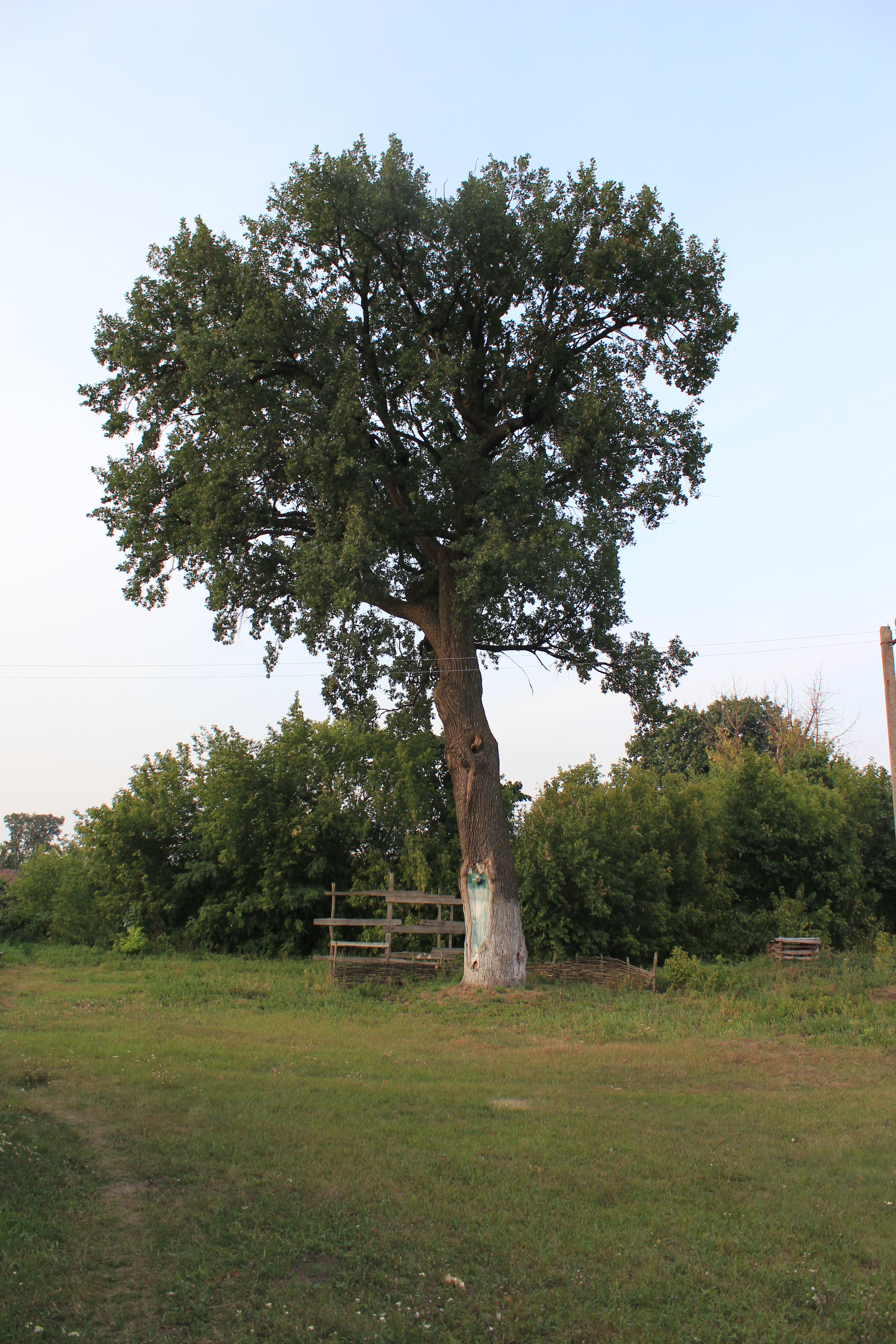
Дуб
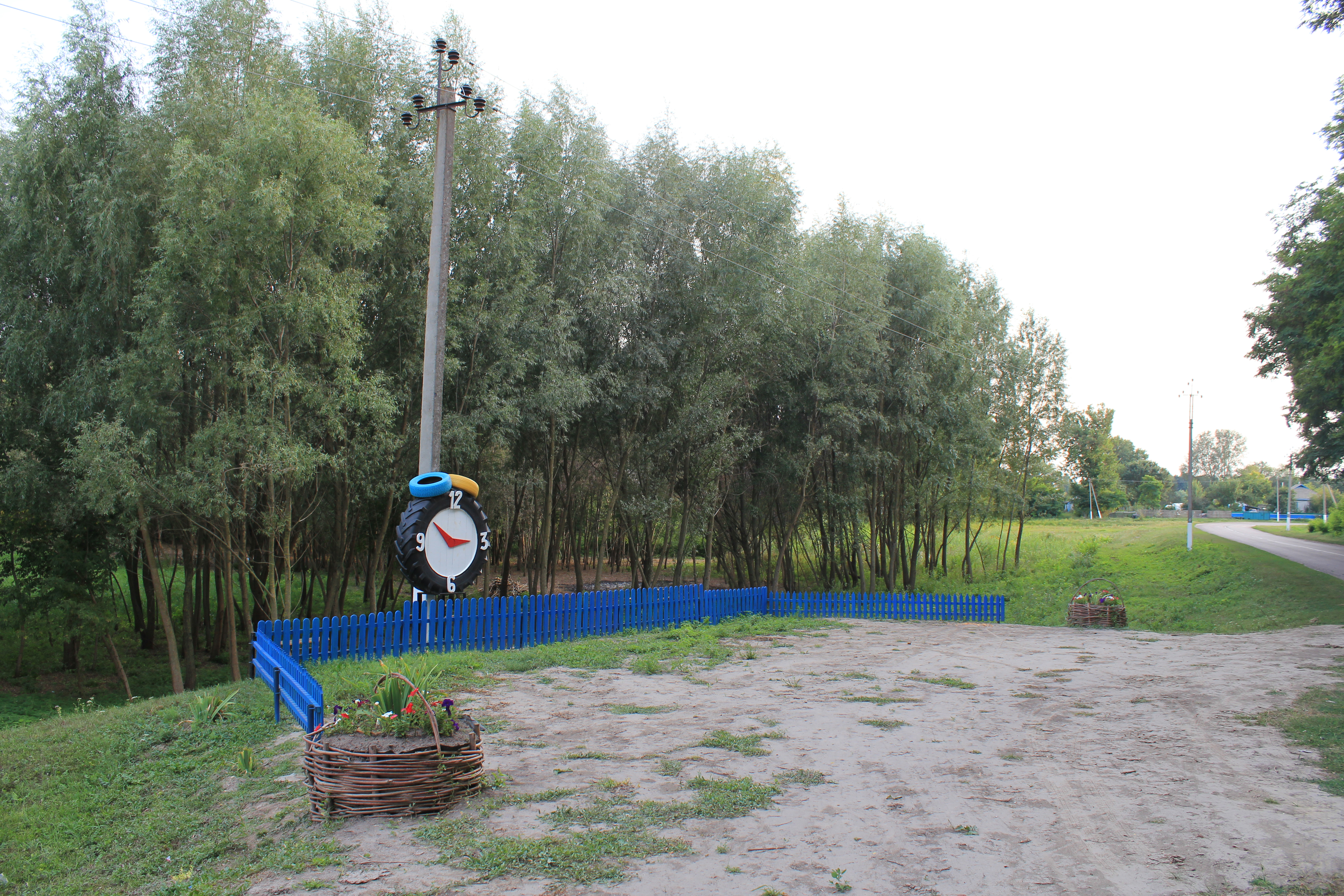
Парк
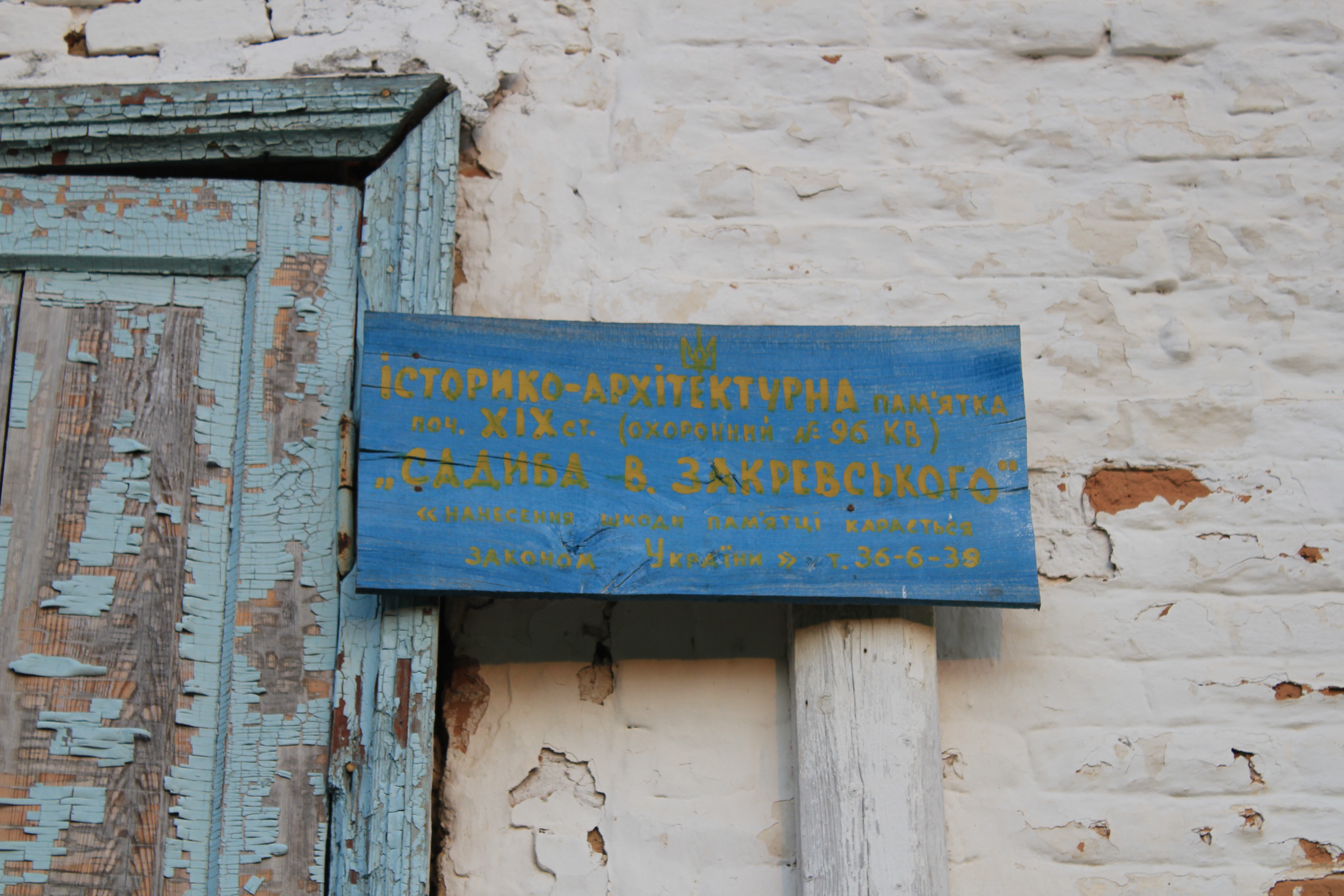
Садиба Закревських